# Taphnoma
Taphnoma is een geslacht van wantsen uit de familie van de Tingidae (Netwantsen). Het geslacht werd voor het eerst wetenschappelijk beschreven door Péricart in 1991.

## Soorten
Het genus bevat de volgende soorten:

- Taphnoma acutispinis Péricart, 1991
- Taphnoma brunneicornis Péricart, 1991
- Taphnoma elegans Péricart, 1991
- Taphnoma tuberculum (Jing, 1980)